# Love in Nepal
Love in Nepal es una película de suspenso romántico india de 2004 dirigida por Rajat Mukherjee que se estrenó el 6 de marzo de 2004. La película es protagonizada por Sonu Nigam, Jharana Bajracharya, y Flora Saini. Esta es la segunda película de Sonu Nigam como protagonista masculino.

## Reparto
- Sonu Nigam como Abhinav Sinha (Abby)
- Flora Saini como Meenaxi Malhotra (Maxi)
- Jharana Bajracharya como Tanya
- Sweta Keswani como Sandhya
- Vijay Raaz como Tony Chang
- Rajpal Yadav como Bunty (Guía)
- Rajendranath Zutshi como George
- Ehsan Khan como Prithvi Singh
- Asif Basra como Ram Mohan o ravan
- Ganesh Yadav como Gajji
- Richa Ghimire como Ruby
- Vishal O Sharma como Negi